# Phillips Mountains
Phillips Mountains är ett berg i Antarktis. Det ligger i Västantarktis. Inget land gör anspråk på området. Toppen på Phillips Mountains är 833 meter över havet.
Terrängen runt Phillips Mountains är kuperad åt sydväst, men åt nordost är den platt. Trakten är obefolkad. Det finns inga samhällen i närheten.